# Комплекс «Жилкомбинат»
Комплекс «Жилкомбинат» (арм. Բնակելի կոմբինատ, также известен как жилые дома Горсовета) — комплекс жилых домов в Ереване, построенных в 1936–1938 годах по проекту Николая Буниатяна. Комплекс состоит из трёх корпусов, выполненных в стиле постконструктивизма; ныне корпуса числятся по проспекту Месропа Маштоца (№16, 18 и 20). 

## История

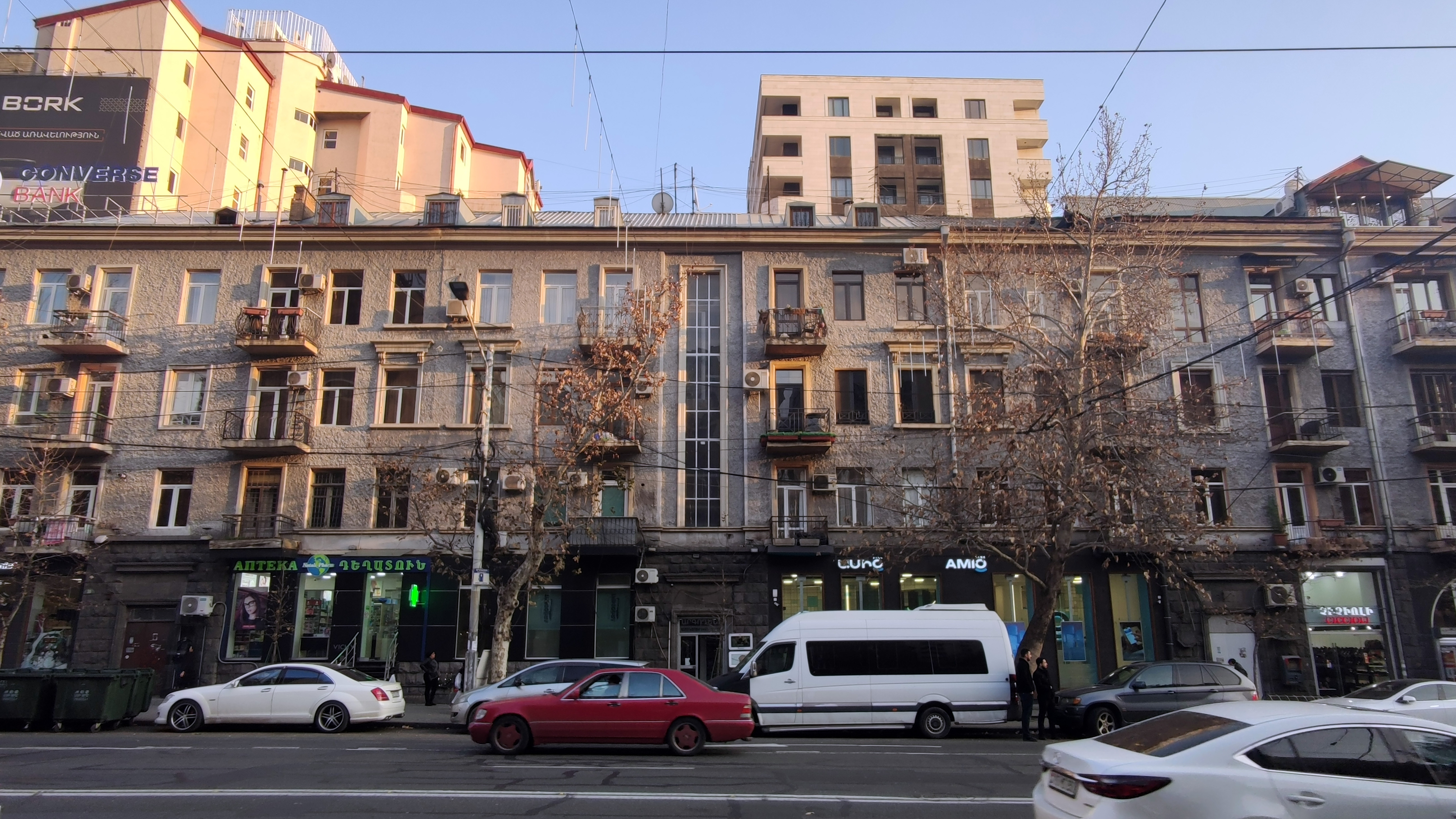
Первый корпус «Жилкомбината»

Комплекс «Жилкомбината» на проспекте Сталина (ныне — Маштоца) был построен в рамках плановой застройки центра города многоквартирными домами. Первый корпус «Жилкомбината» был окончен в 1936 году, последний —  1938-м.
В трёх однотипных жилых домах архитектор ставил перед собой задачу создания массового жилья с размещёнными на первых этажах культурными и бытовыми организациями, включая магазины. При этом дома играли важное градостроительное значение: фактически они организовывали целых два квартала важнейшей улицы Еревана. 

## Архитектурные особенности
Все три здания комплекса подчинены единому ансамблевому решению. Выдержана и линия высоты (4 этажа), и материал (цементная штукатурка), и общий характер архитектуры.

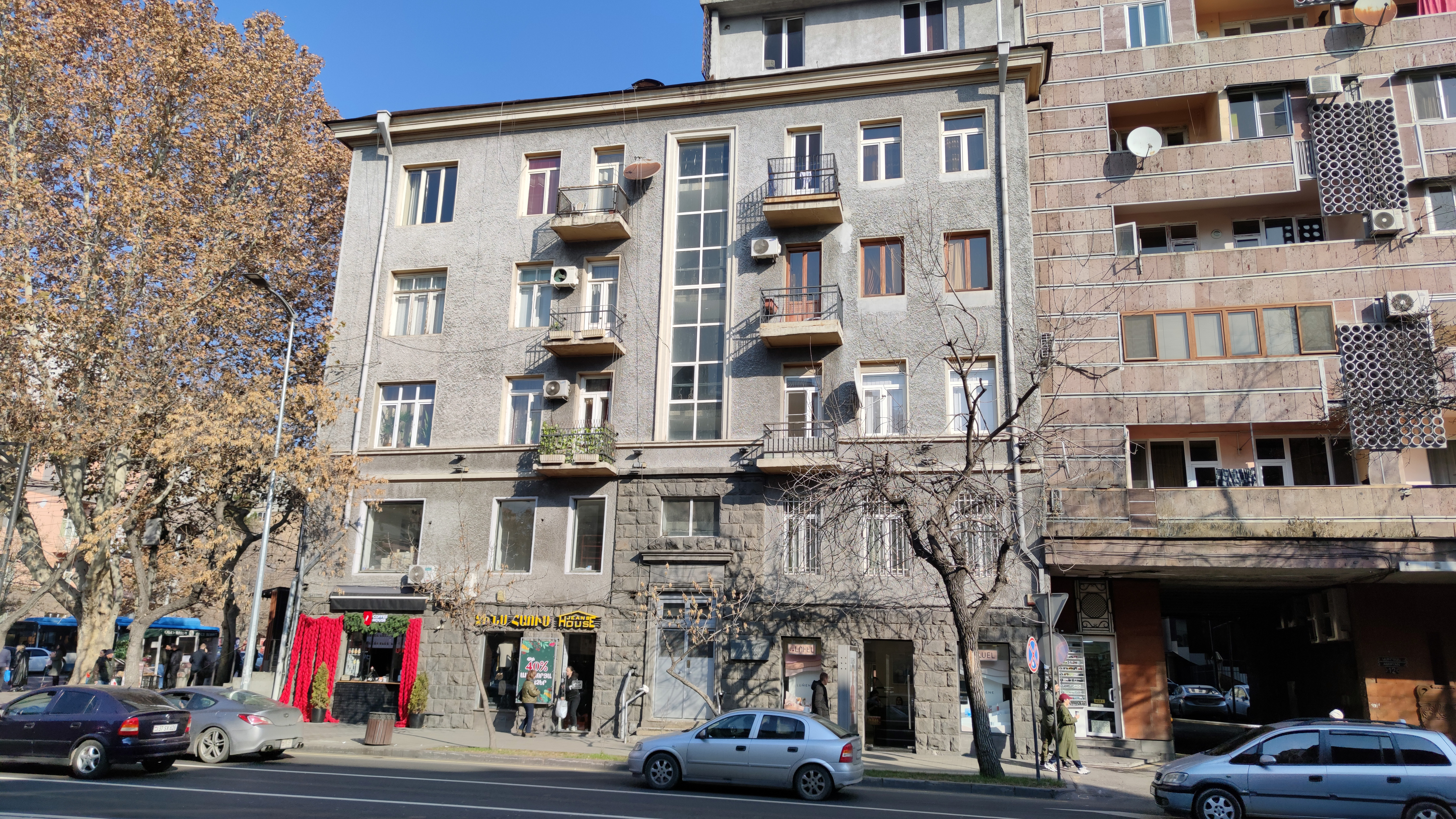
Торец корпуса №1, выходящий на ул. Амиряна

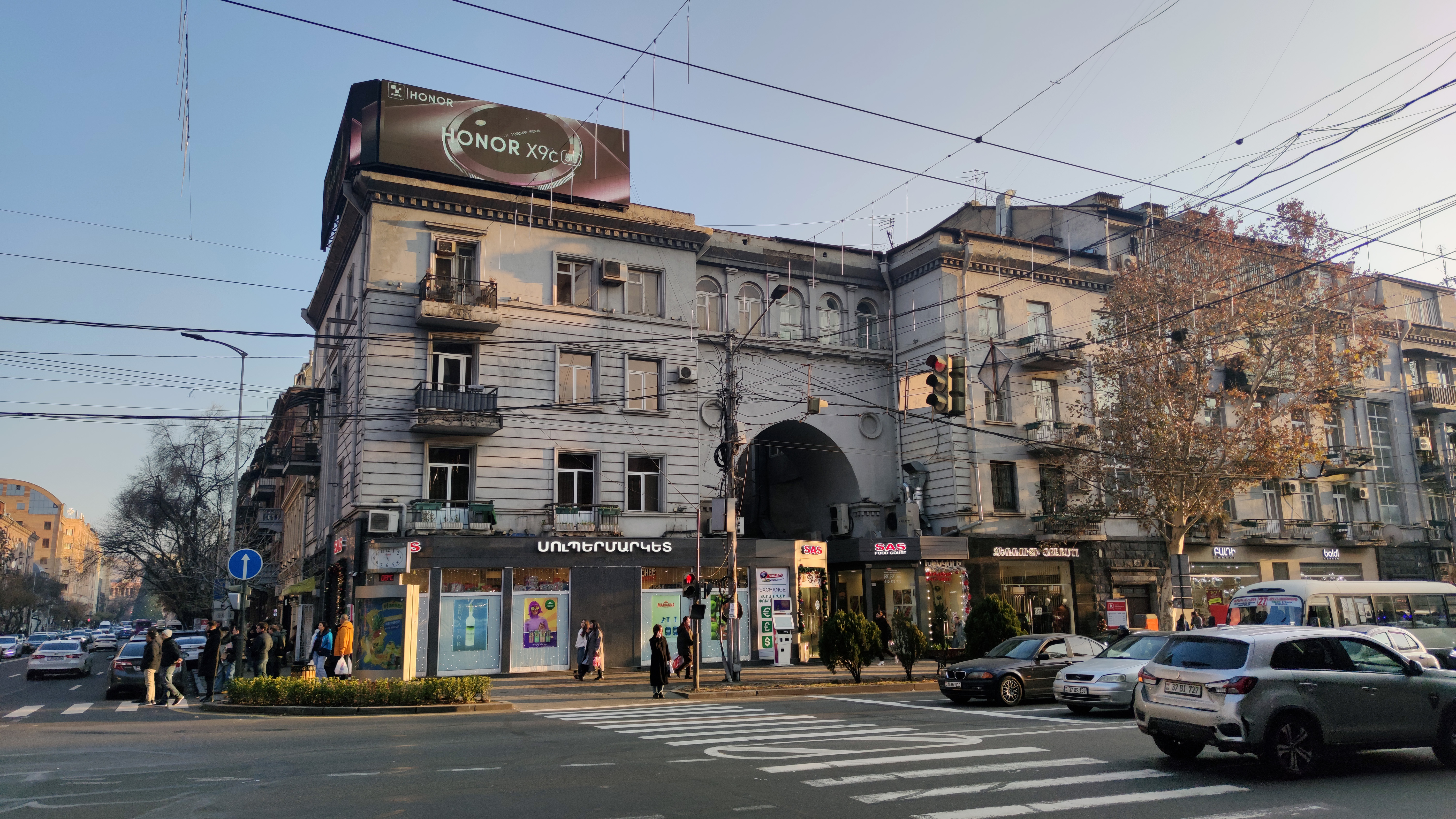
Арка во втором корпусе «Жилкомбината»

Три однотипных корпуса протяжённостью на весь квартал образуют фронтальную застройку проспекта, а боковыми частями выходя на важные транспортные магистрали — улицы Хоренаци, Амиряна и Павстоса Бюзанда. Интересно, что в 1930-е годы планировалось, что пространство между нынешними улицами Павстоса Бюзанда и Арама будет называться Центральным проспектом, и именно он должен был стать главной артерией города, но этот план не осуществился. В частности, в книге «Архитектура Советской Армении» (1955) при описании «Жилкомбината» используются формулировки «Центральный, ещё не открытый проспект» и «будущий проспект».
Два из трёх корпусов полностью объединены симметричностью торцов, хотя в угловых частях отличаются друг от друга. В частности, корпус №2 на углу улицы Амиряна отличается высокой, в три этажа, аркой: она была предусмотрена Буниатяном с целью обозрения соо стороны проспекта Маштоца церкви Святого Григория Просветителя, находившейся в глубине двора. Церковь была снесена в 1939 году, и арка утратила своё изначальное значение.
Первые этажи домов предусмотрены под магазины. Секции состоят преимущественно из двух-трёхкомнатных квартир с двухсторонней ориентацией. Со стороны двора имеются хозяйственные балконы. Раскреповки в торцевых частях обеспечивают свободную обзорность перекрёстков. Введённые в композицию арочные проезды во вдоры оживляют рисунок фасадов с чётким метрическим рядом консольных балконов. 

## Кафе «Аргишти»

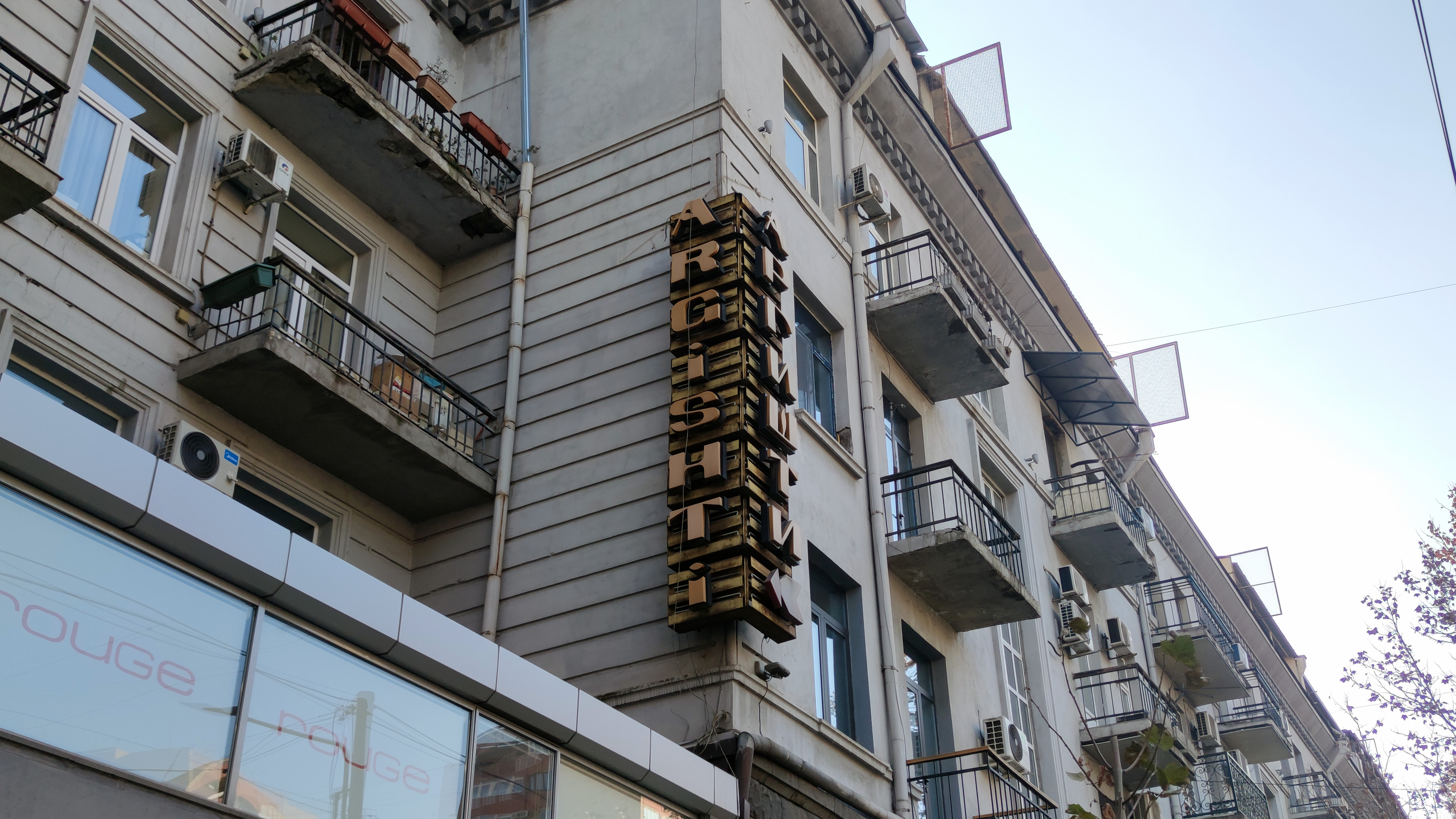
Сохранившаяся вывеска кафе «Аргишти»

В 3-м корпусе «Жилкомбината» располагался единственный в Ереване ломбард, а позже, с 1970-х, — легендарное кафе «Аргишти». В кафе царила творческая атмосфера, туда заходили известные в городе люди, в том числе знаменитые актёры театра и кино Фрунзик Мкртчян и Азат Шеренц, актёр и режиссёр Ваган Багратуни, поэт Ованес Шираз, политический деятель и писатель Вано Сирадегян. Особенно известным в городе было мороженое из «Аргишти».
Кафе было двухтажным: на втором этаже располагалась закрытая ресторанная часть, а первый этаж представлял собой открытую террасу. «Аргишти» было искусно оформлено: в частности, автором керамической композиции на стене, изображающей танцующую девушку и группу музыкантов (не сохранилась), был известный скульптор Амаяк Бдеян. Второй этаж кафе опирался на скульптуру-кариатиду, изображавшую армянскую женщину; её авторам выступили Бдеян совместно со скульптором Давидом Ереванци. Скульптура сохранилась, хотя второй этаж был демонтирован после закрытия кафе.
Кафе закрылось в середине 1990-х годов. На его месте распогалася видеосалон, затем пивная, затем зал игровых автоматов, затем магазин компьютерной техники. Сегодня на месте кафе также находится магазин. Из бывшего оформления кафе, помимо скульптуры-кариатиды, сохранилась выполненная в стиле советского модернизма вывеска на углу здания (частично). 

## Известные жители

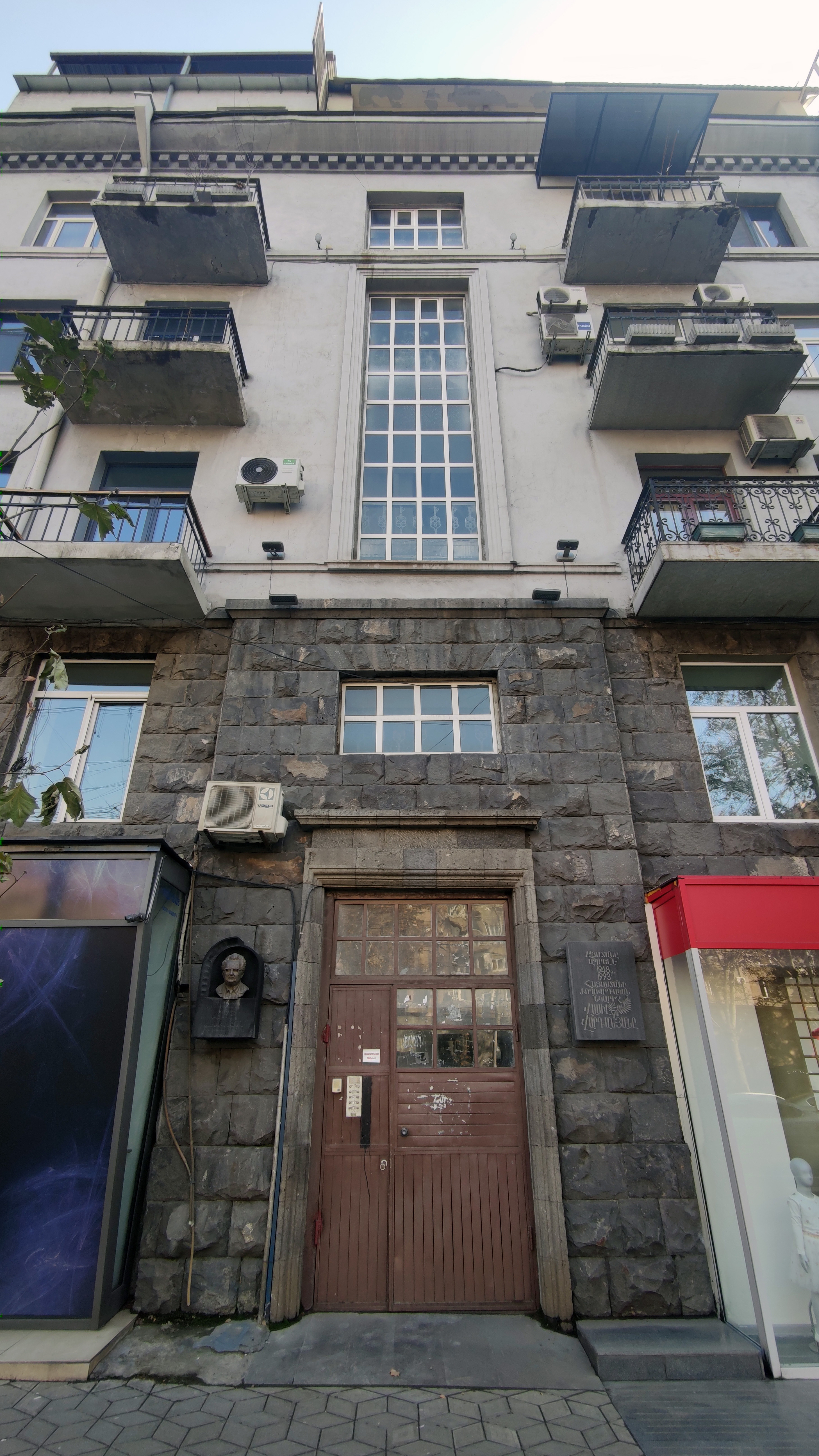
Один из подъездов 3-го корпуса, обрамлённый мемориальными досками

На фасадах 1-го и 3-го корпусов «Жилкомбината» (д. 20 и 16 по проспекту Маштоца) есть ряд мемориальных досок, посвящённых известным людям, проживавшем в комплексе. В частности, в доме 16 (3-м корпусе) проживали:
- писатель Хачик Даштенц (жил в доме с 1943 по 1971 год)
- художник Василий Варданян (жил в доме с 1948 по 1993 год)
- археолог Бабкен Аракелян (жил в доме с 1949 по 2004 год)
- художник Саркис Арутчян (даты проживания в доме не указаны)
- герой Первой карабахской войны Леонид Азгалдян (около дома установлен памятник Азгалдяну, даты проживания в доме неизвестны)

В доме 20 (1-м корпусе) проживали:
- певец Вагаршак Саакян (жил в доме с 1939 по 1958 год)
- режиссёр Левон Калантар (жил в доме с 1939 по 1959 год)
- драматург Левон Сагателян[арм.] (жил в доме с 1939 по 1968 год)
- поэт Ованес Шираз (жил в доме с 1939 по 1984 год)
- поэт Азат Вштуни (даты проживания в доме не указаны)

## Галерея

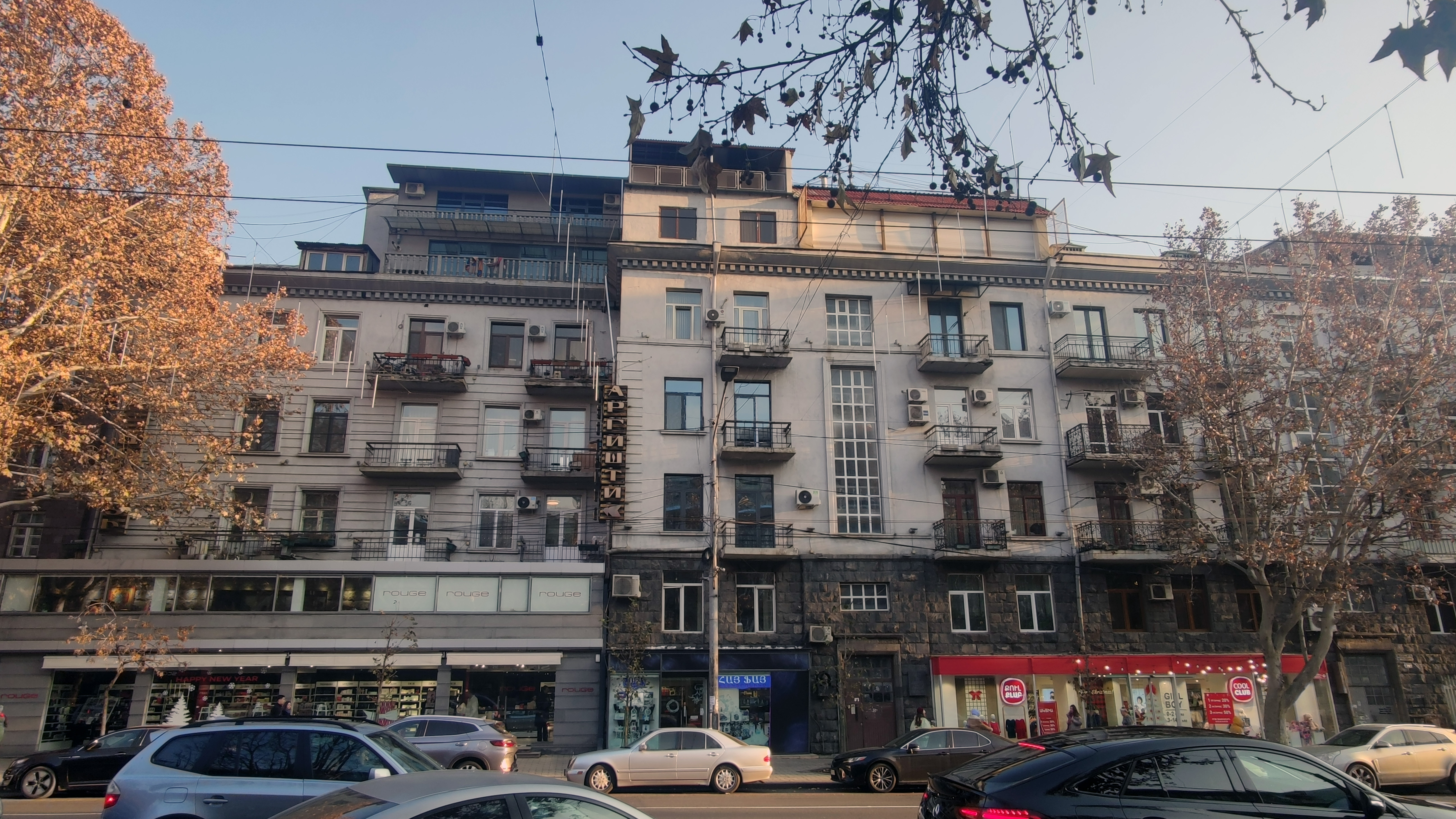
3-й корпус с надстроенными этажами
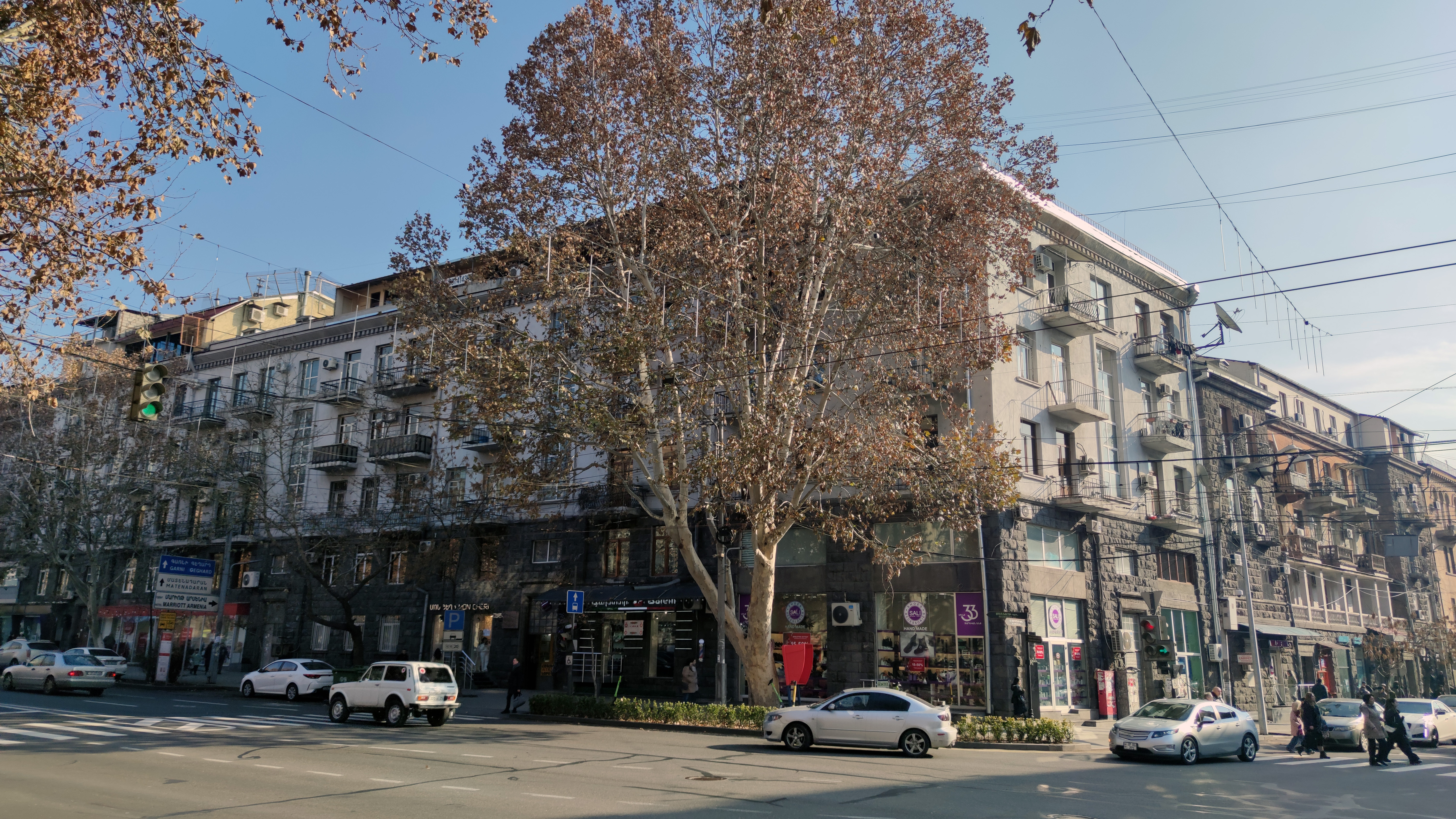
Угол 3-го корпуса на пересечении проспекта Маштоца и улицы Хоренаци
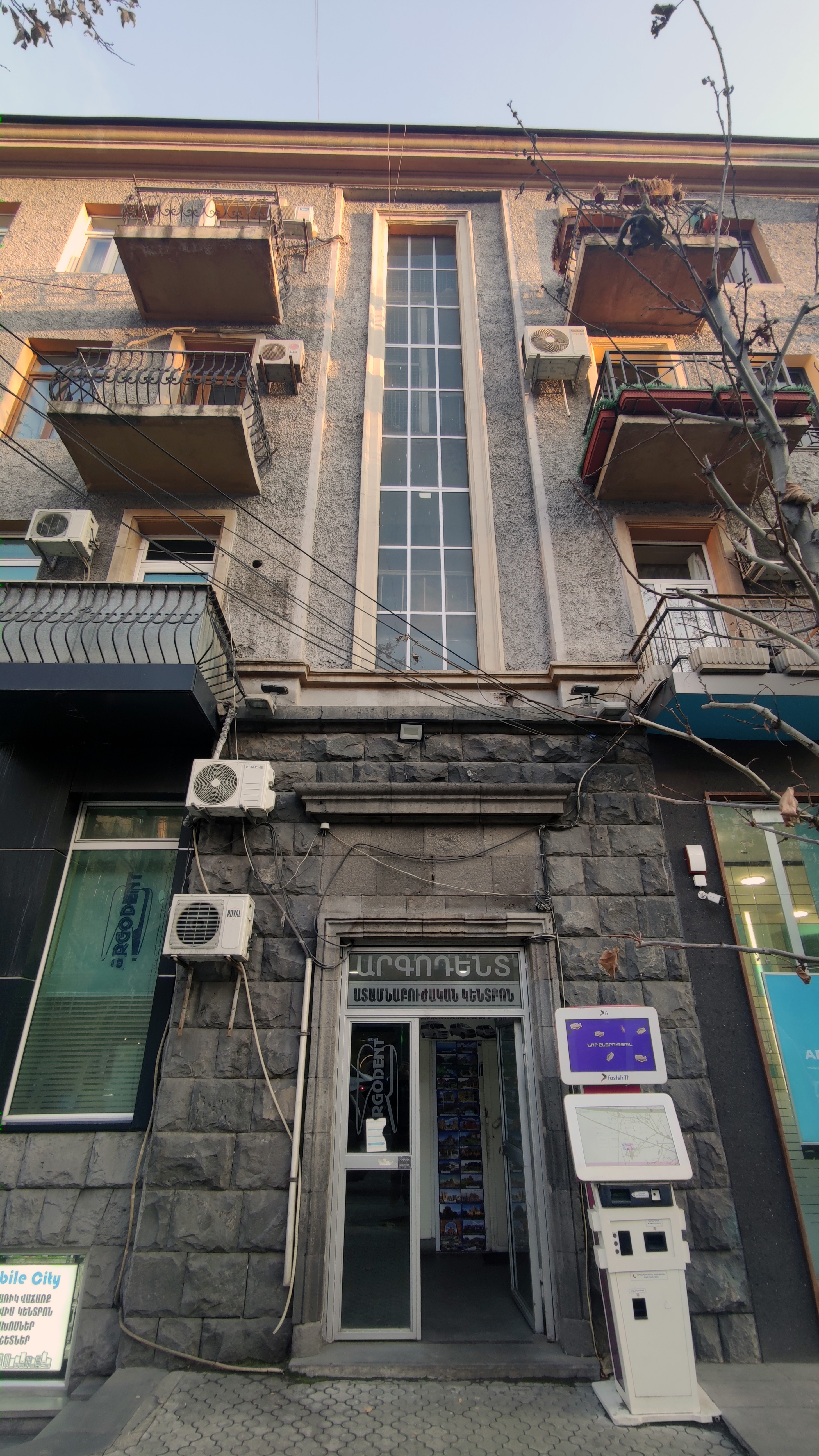
Подъезд 1-го корпуса
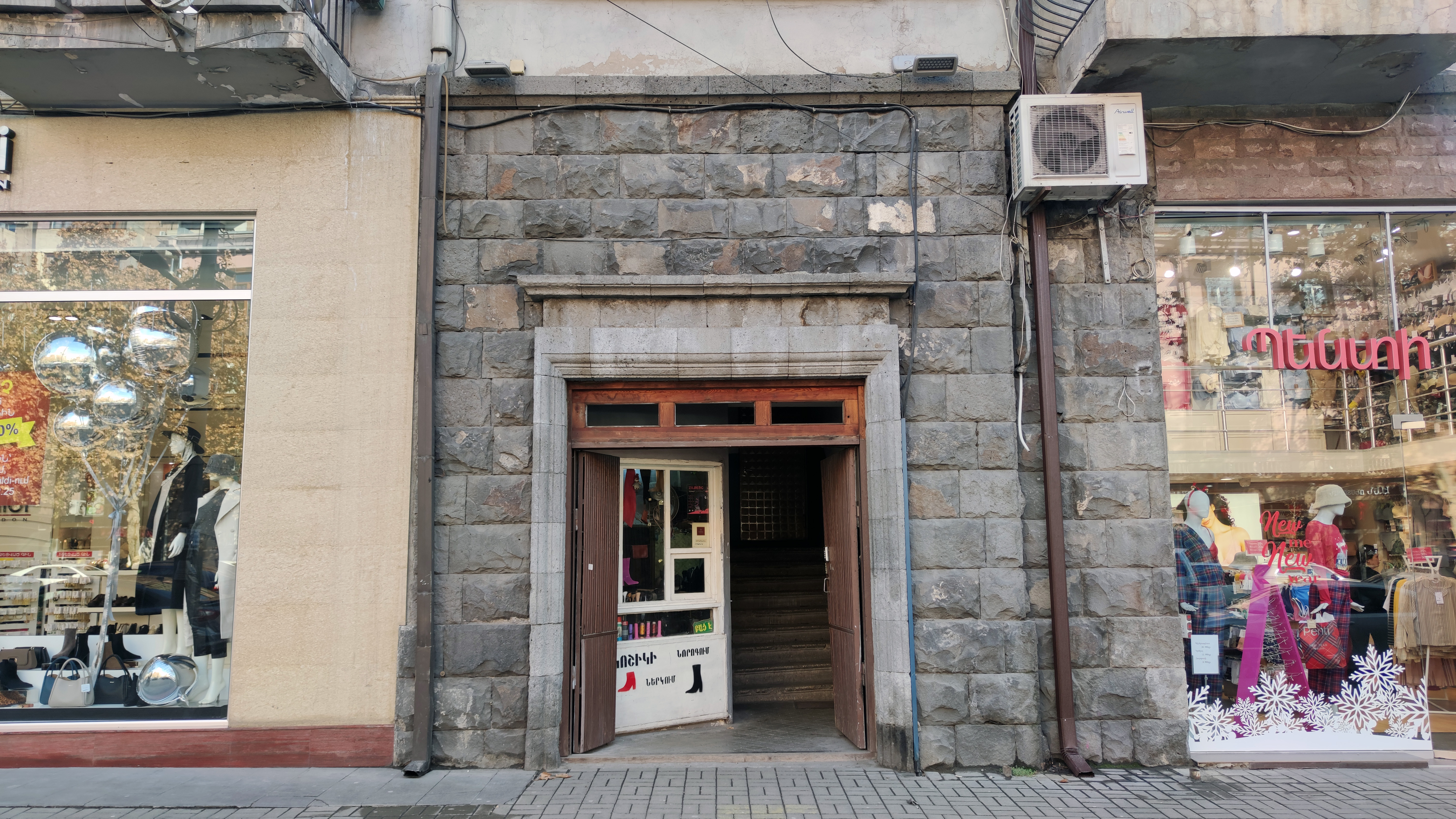
Подъезд 2-го корпуса
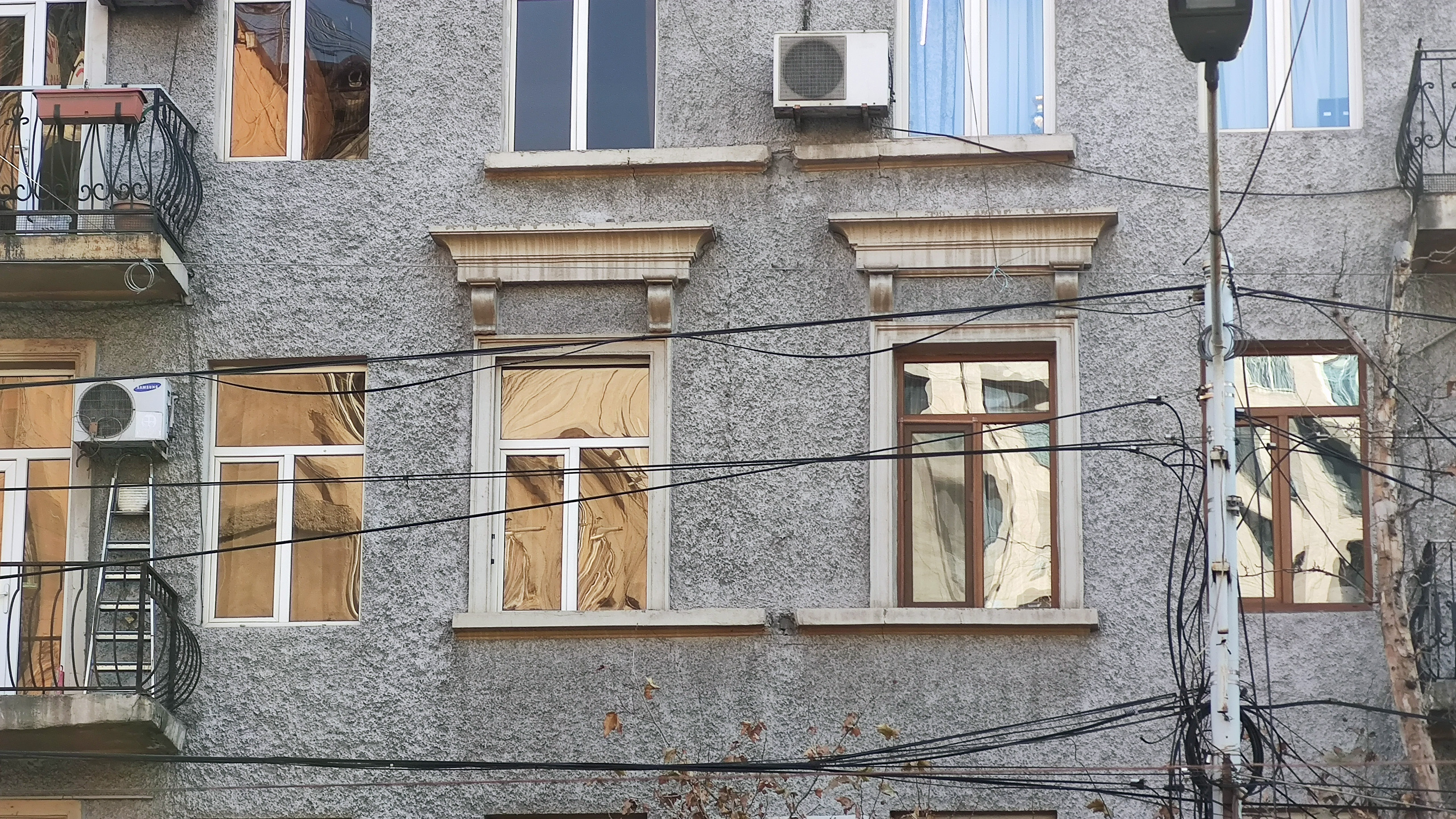
Декор окон 1-го корпуса
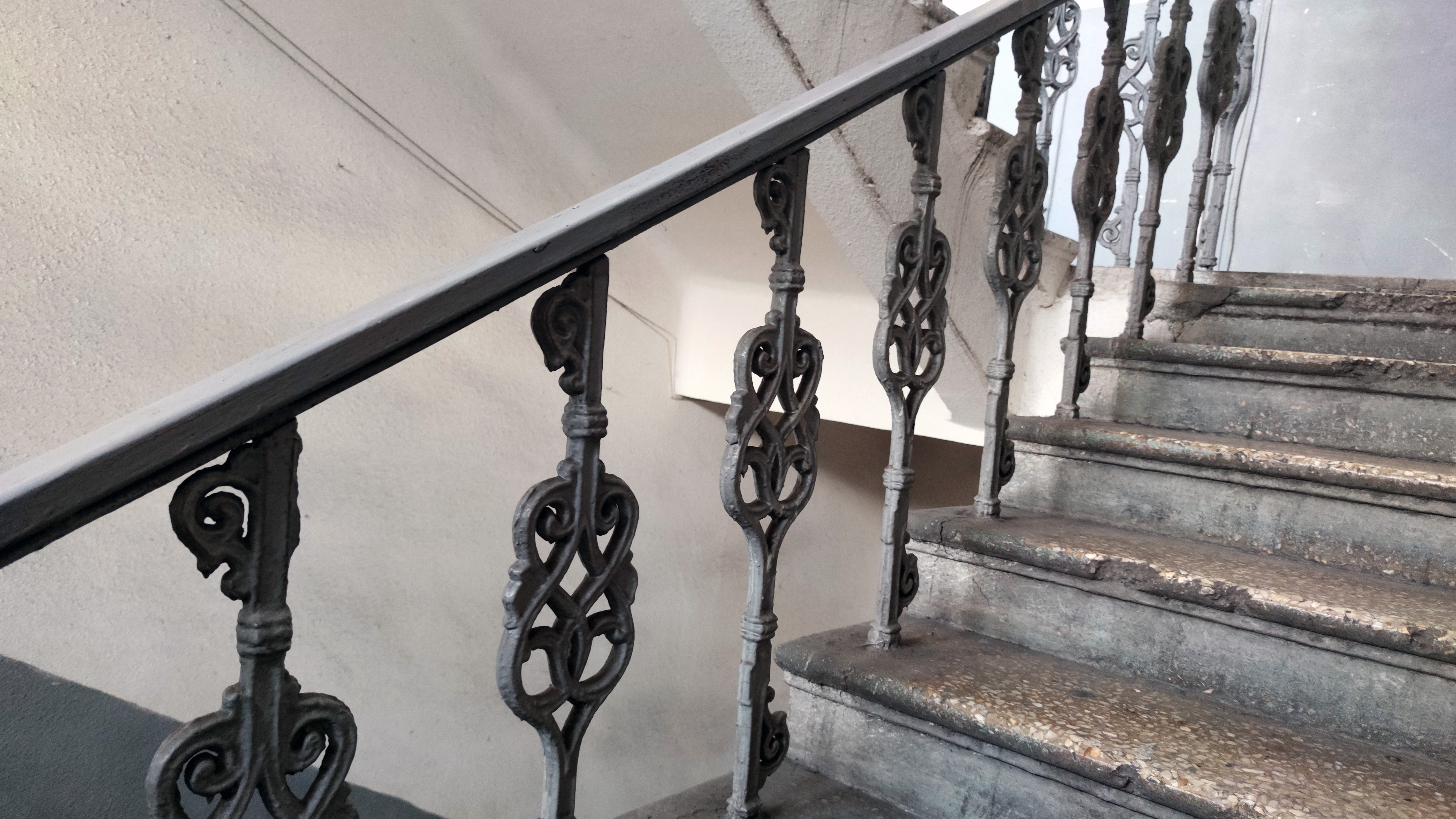
Сохранившиеся внутри оригинальные перила
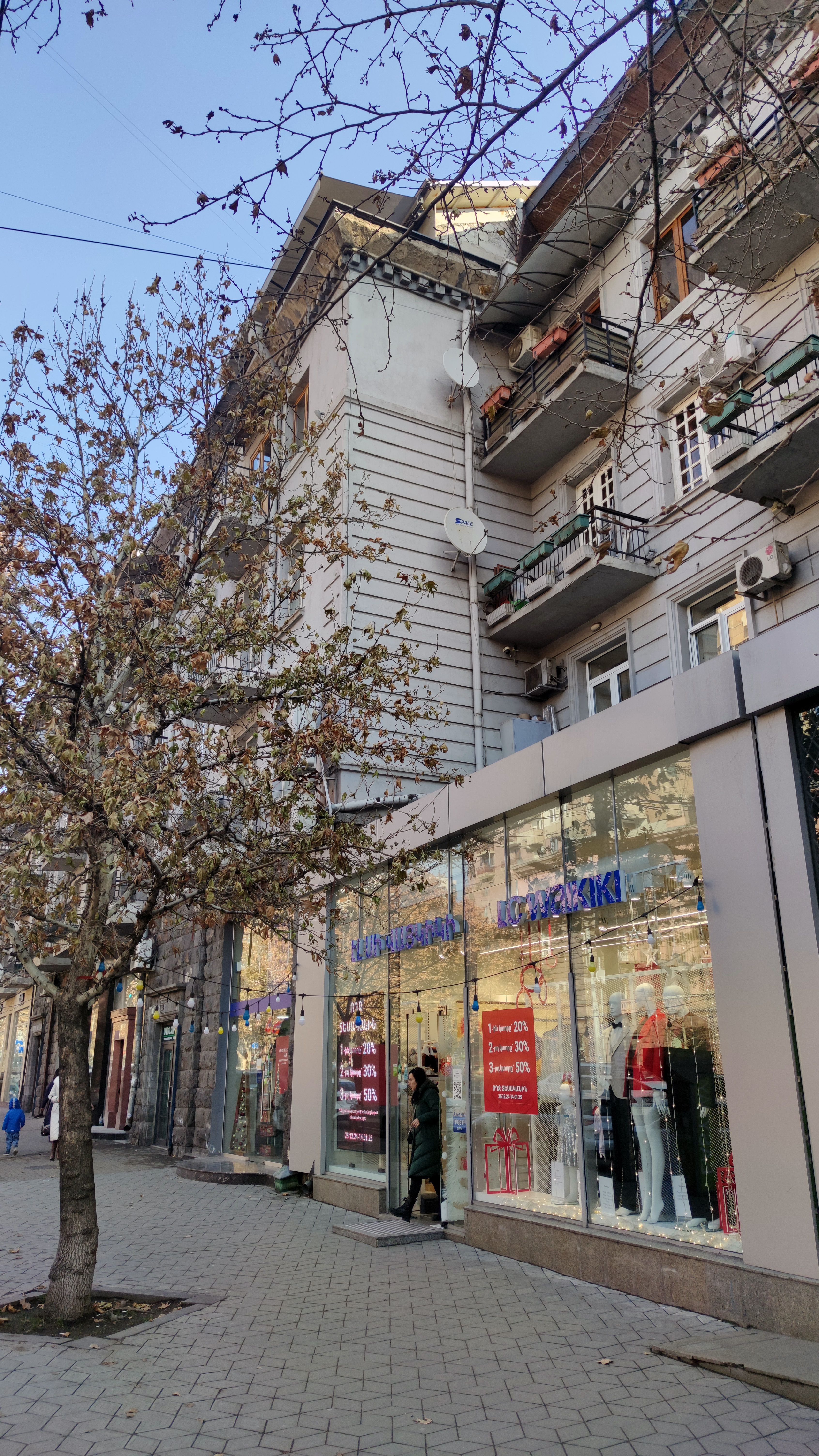
Выступающая часть фасада 2-го корпуса
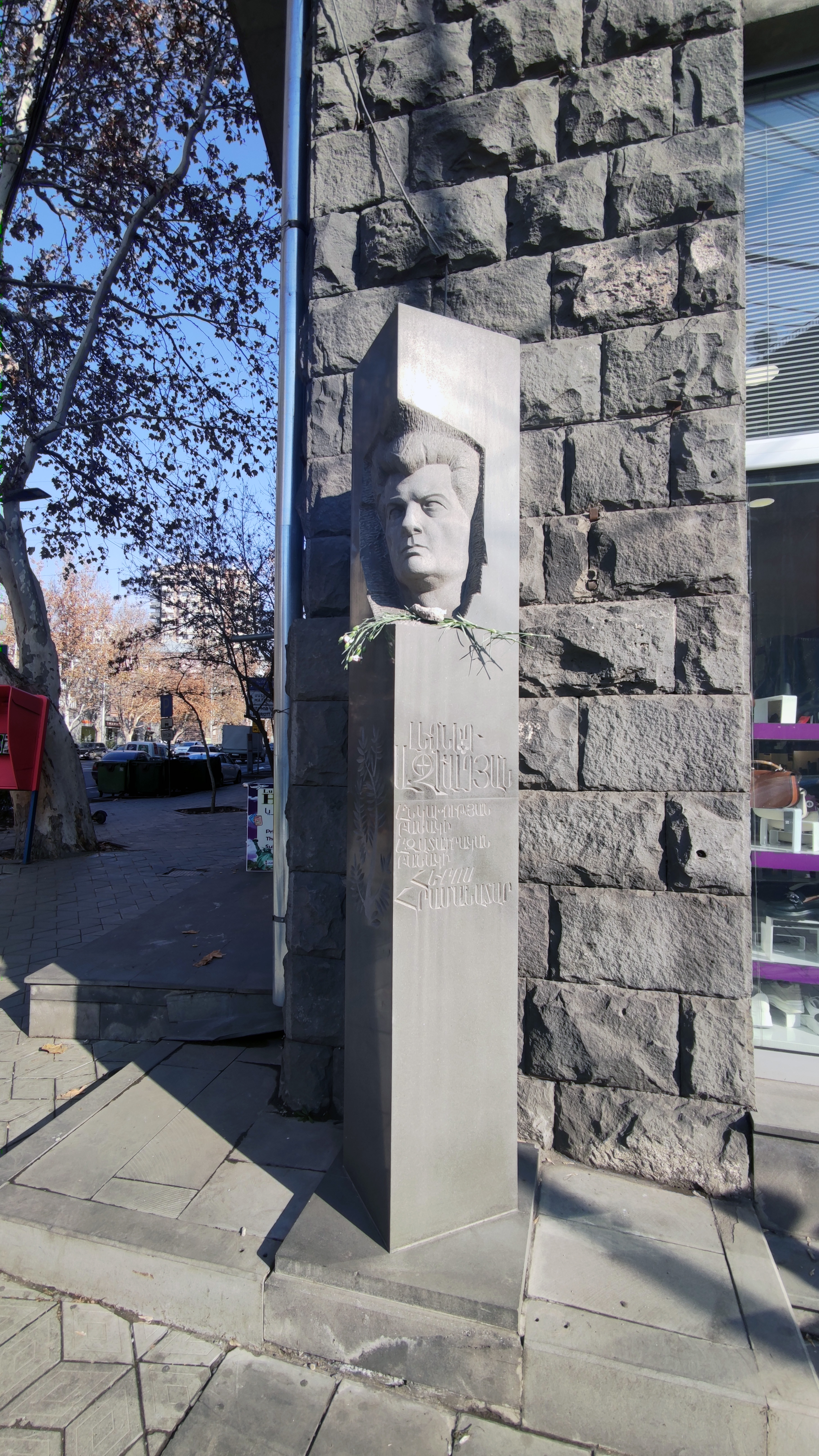
Памятник Леониду Азгалдяну, жившему в 3-м корпусе
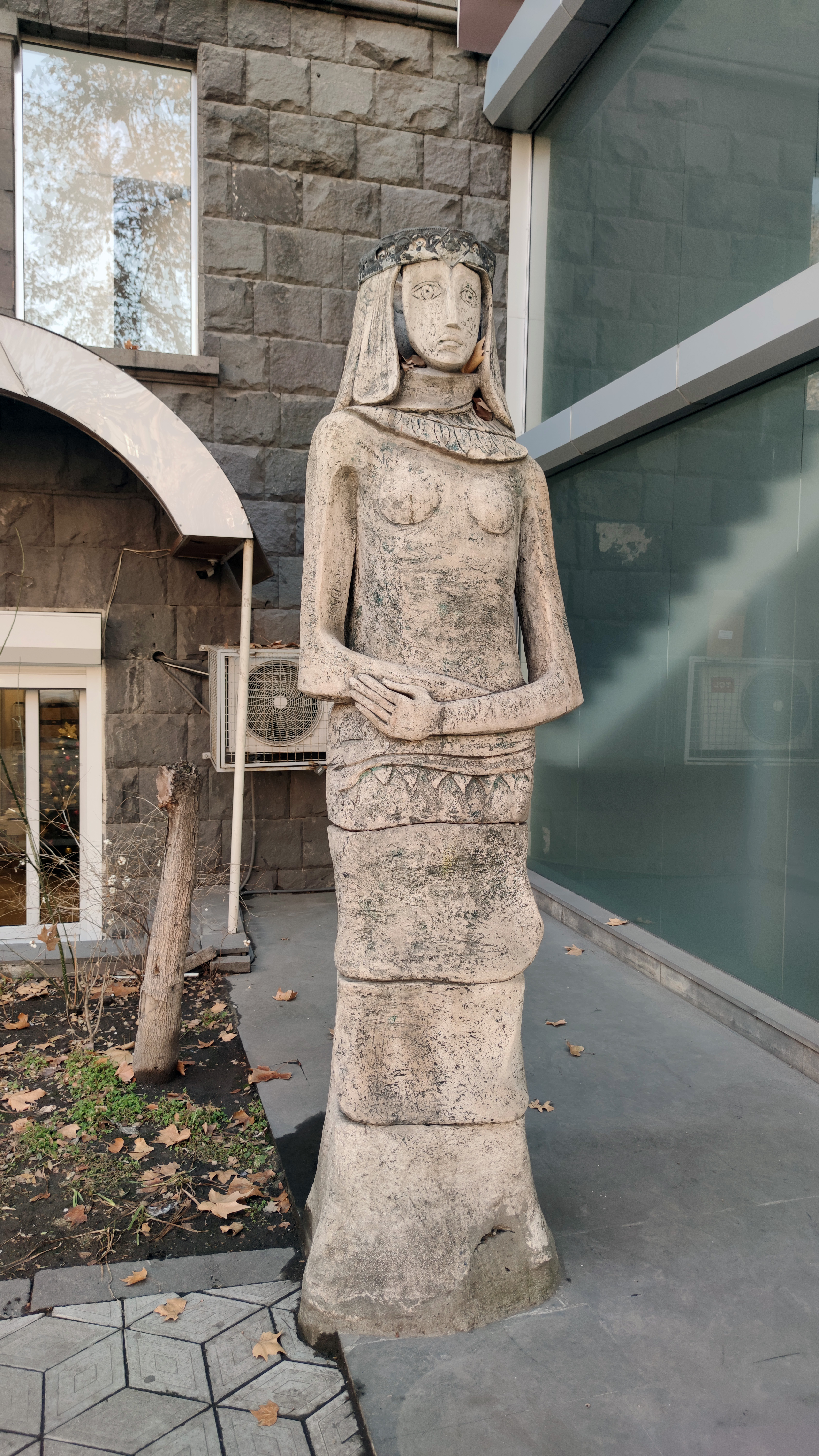
Сохранившаяся от кафе «Аргишти» скульптура армянской женщины